# Drosophila funebris
Drosophila funebris este o specie de muște din genul Drosophila, familia Drosophilidae. A fost descrisă pentru prima dată de Fabricius în anul 1787. Conform Catalogue of Life specia Drosophila funebris nu are subspecii cunoscute.